# سالتزا دی پینرولو
سالتزا دی پینرولو (به ایتالیایی: Salza di Pinerolo) یک کومونه در ایتالیا است که در استان تورین واقع شده‌است. سالتزا دی پینرولو ۱۵٫۳ کیلومتر مربع مساحت و ۷۹ نفر جمعیت دارد و ۱٬۲۱۰ متر بالاتر از سطح دریا واقع شده‌است.